# 土井利庸
土井 利庸（どい としつね）は、三河西尾藩の第3代藩主。刈谷藩土井家3代。
元禄16年（1703年）、三浦便次の四男として生まれる。正徳3年（1713年）12月27日に第2代藩主土井利意の養子となる。享保2年（1717年）に従五位下・淡路守に叙位・任官する。享保9年（1724年）、利意の死去により家督を継ぐ。
享保17年（1732年）の享保の大飢饉で米価が高騰し、餓死者も出ると、年貢を減免するなどの救済措置をとっている。享保19年（1734年）4月20日に死去した。享年32。跡を長男の利信が継いだ。

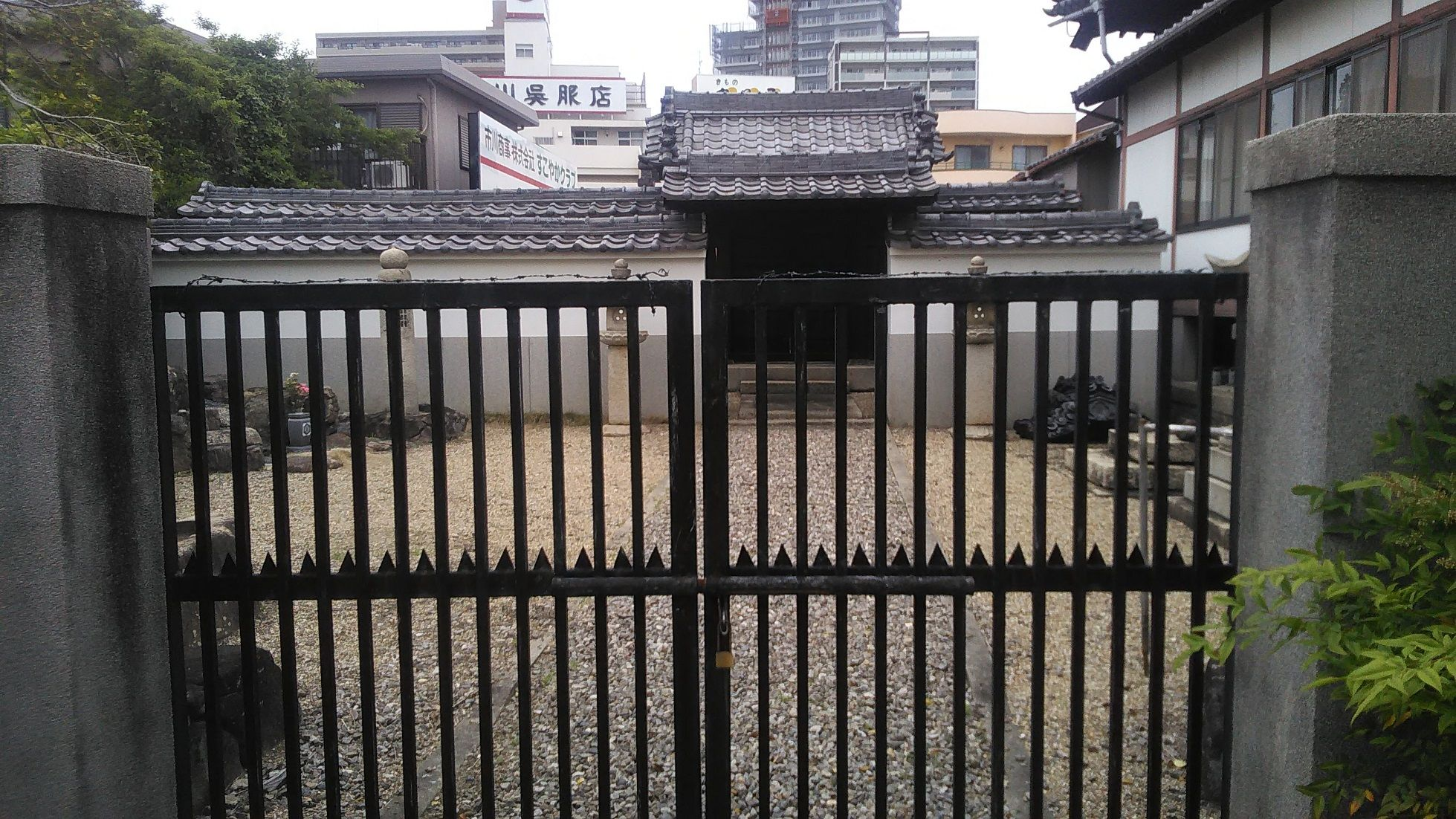
土井家廟所(刈谷市十念寺)

## 系譜
父母
- 三浦便次（実父）
- 酒井忠稠の娘（実母）
- 土井利意（養父）

正室
- 本多忠央の養女、本多忠直の娘

子女
- 土井利信（長男） 生母は正室
- 松平忠宜
- 豊 - 大久保教起正室